# Gilimanuk
Gilimanuk is een bestuurslaag in het regentschap Jembrana van de provincie Bali, Indonesië. Gilimanuk telt 8352 inwoners (volkstelling 2010).